# Centro de Jerusalén para mujeres
El Centro de Jerusalén para Mujeres (JCW) es una organización feminista, creada en 1994 como parte de un esfuerzo feminista colaborativo con Bat Shalom llamado Jerusalem Link (Enlace Jerusalén). El JWC tiene como objetivo reducir las hostilidades entre Palestina e Israel, así como defender los derechos de las mujeres en ambas áreas. La mayoría de las actividades realizadas por esta organización incluyen promoción y talleres para la participación comunitaria, además de sesiones de terapia de voz.
El grupo recibe apoyo a través de financiación internacional.

## Historia
El Centro de Jerusalén para Mujeres se fundó en 1994. En ese momento, la Primera Intifada había llegado a su fin. Las consecuencias del conflicto dieron lugar a un fervor de hostilidad por parte de Palestina e Israel, pero también a un renovado deseo de defender la paz. Con la premisa de conseguir una colaboración entre una organización de origen palestino y una de origen israelí, durante una cumbre de 1989 se fundó el Centro de Jerusalén para Mujeres gracias a las iniciativas de activistas palestinas e israelíes. Esta idea se convertiría en Jerusalem Link, con el objetivo de trabajar juntas en temas de feminismo y paz entre Israel y Palestina. Dentro de Jerusalem Link, el JWC representa el lado palestino y Bat Shalom el lado israelí. Esta colaboración sirvió como símbolo de colaboración entre los pueblos palestino e israelí.

### Después de septiembre de 2001
Aunque el Centro para Mujeres de Jerusalén había recibido apoyo estadounidense, la elección del presidente George W. Bush creó obstáculos que impidieron que Estados Unidos brindara apoyo extranjero a la organización. Luego del incidente del 11 de septiembre de 2001 Estados Unidos cambió su prioridad de mediar en el conflicto palestino-israelí por la situación en Irak. Esto generó la preocupación entre los miembros del Enlace de Jerusalén por si el gobierno israelí pudiera aprovechar la oportunidad para continuar su expansión en territorios palestinos. En respuesta, el JCW colaboró con Bat Shalom para garantizar que se mantuviera la igualdad de derechos mientras la atención de Estados Unidos estaba en otra parte.

### Secuelas de la Segunda Intifada
Si bien la Primera Intifada generó cierto apoyo a la promoción de la paz, las consecuencias de la Segunda Intifada redujeron el interés de la paz en el conflicto. Este conflicto causó algunos problemas al Centro de Mujeres de Jerusalén. Los gobiernos, tanto el de Israel como el de Palestina, se opusieron a la idea de comunicación a través de las fronteras, algo que provocó relaciones algo tensas entre el JCW y Bat Shalom.A pesar de este revés, el JWC continuó con su intento de promover la paz y la igualdad. Los miembros de la organización se mantuvieron fuertes después de la Segunda Intifada, debido en gran parte al énfasis en la igualdad de los dos pueblos, uno de los pilares de la estructura de la organización. Durante el año 2003, el JCW desarrollo nuevos programas para apoyar y capacitar a las mujeres sobre cómo defender sus derechos. Estos nuevos programas eran enfoques más prácticos, lo que permitió a las miembros del grupo desempeñar un papel más activo en la construcción del Estado. Sin embargo, a medida de que pasaron los años, las tensiones entre el JWC y Bat Shalom aumentaron junto con las hostilidades del conflicto palestino-israelí.

## Objetivos y actividades

### Metas y valores
El objetivo principal del Centro de Mujeres de Jerusalén es defender los derechos de las mujeres en Israel y Palestina, y capacitarlas en formas que puedan influir en la construcción y el mantenimiento del Estado a través de la promoción. La organización también aboga por la paz entre la población israelí y palestina. En su conducta hacia ese objetivo, el JCW intenta conservar el valor de la igualdad a través de su estructura y acciones. La ubicación, la membresía y el liderazgo de la organización intentan reflejar este valor de igualdad y la han ayudado a sobrevivir más allá de la Segunda Intifada.

### Actividades
De acuerdo con su objetivo de capacitar a las mujeres para que desempeñen un papel más activo en las comunidades, un método común utilizado por el Centro para Mujeres de Jerusalén es la creación de cursos para mujeres en las comunidades palestinas e israelíes. Estos campos de entrenamiento educan a las mujeres sobre temas como política, liderazgo, derecho y cultura. La idea es que con el tiempo se proporcionen más formas de formación. "Técnicas de resolución de conflictos" y "De las bases a la toma de decisiones", por ejemplo, fueron dos cursos dirigidos por el JCW que buscaban convencer a las mujeres de defender activamente lo mejor de su comunidad.
Durante los primeros años de la historia de la organización, el JWC organizó varios foros para que la gente debatiera y discutiera las cuestiones del conflicto palestino e israelí. En 1997 se realizó el primero y constaba de una semana entera de actividades. Otro método utilizado a menudo es el de los proyectos de terapia de la voz. Al igual que en las sesiones de asesoramiento psicológico, las miembros del JWC escuchaban los relatos de mujeres que habían sido víctimas o conocían a alguien que había sido víctima del conflicto palestino-israelí. En ocasiones, el Centro para Mujeres de Jerusalén también ha intentado atraer a personas que ocupaban puestos de poder para que se interesen por el proyecto. El JWC está muy activo en ocasiones especiales como el Día Internacional de la Mujer, por ejemplo, con la intención de hacer llegar las preocupaciones de la organización y la comunidad al gobierno israelí. El JWC y Bat Shalom también trabajaron en una iniciativa en la que escribieron cartas abogando por la paz y las enviaron para ser publicadas en los medios de comunicación de ambos estados. El JWC también ha intentado hacer llamamientos a gobiernos extranjeros. Estos llamamientos se suelen hacer expresando un lenguaje activo, hablando de la ocupación israelí y señalándola como el catalizador de la respuesta violenta que se produjo. En su momento hicieron un llamamiento colaborativo a las Naciones Unidas, pidiéndoles que pasen a la acción.

### Colaboración con Bat Shalom
El Centro para Mujeres de Jerusalén ha colaborado con Bat Shalom en múltiples ocasiones. El principal objetivo de mantener esta relación era fortalecer el sentido de unidad entre Palestina e Israel. La relación del grupo fue buena al principio, aunque hubo algunos obstáculos que a veces impidieron la colaboración. Cerca del comienzo de su fundación, el JWC encontró cierto desacuerdo con Bat Shalom con respecto a la definición del derecho palestino al retorno. Esto fue al principio de la formación del Enlace de Jerusalén, cuando ambos grupos estaban construyendo sus directrices de conducta conjuntas, conocidas como la Declaración de Principios del Enlace de Jerusalén. Aunque ambos grupos estuvieron de acuerdo con la posición del Derecho de Retorno, no estuvieron de acuerdo en algunos detalles. Entre de 2001 y 2002, este desacuerdo hizo que la relación entre ambos grupos flaqueara aún más. Finalmente acordaron implementar cada uno su propia definición del Derecho al Retorno como igualdad de dignidad y derechos para los pueblos palestino e israelí. En 1997, el JWC y Bat Shalom celebraron su propio simposio nombrado "Compartiendo Jerusalén: dos capitales para dos estados". El JWC también ha ayudado a Bat Shalom a desarrollar la Red de Emergencia para Mujeres. Dicha red estaba destinada a ser una especie de medida de reconocimiento y se creó después de que Estados Unidos desviara su atención del conflicto palestino-israelí. La red fue diseñada con la intención de monitorear la actividad de detención israelí. En caso de que se tomaran medidas contra los palestinos, las mujeres de ambos lados informarían a Bat Shalom. Luego, ambas organizaciones trabajarían juntas en estos temas.

### Miembros y ubicación
El JWC está situado entre Palestina e Israel, en una zona cercana a la frontera llamada Cisjordania. Esta ubicación permite que tanto el pueblo palestino como el israelí accedan a la organización. Las actividades normalmente se realizan en Cisjordania, así como dentro de Israel.
El JWC tiene múltiples formas de liderazgo. La junta directiva está conformada por entre 8 y 10 mujeres que lideran el grupo, y un grupo de hasta 42 miembros que forma una asamblea para discutir más a fondo las cuestiones de liderazgo. Muchas de las miembros que ocupan un puesto en la junta directiva de la organización también han trabajado en Jerusalem Link o están en la organización desde su creación. Todas las decisiones que toma la organización se apruebanúnicamente por consenso. Es complicado unirse al Centro para Mujeres de Jerusalén, la organización es muy selectiva a la hora de aceptar nuevas miembros. En la actualidad, la demografía está relativamente equilibrada entre integrantes de Israel y de Palestina, después de quejas por la falta de representación de un subconjunto del pueblo israelí conocido como Mizrahi. La mayoría de las mujeres que integran el JWC tienen algún tipo de educación, como una licenciatura o las credenciales necesarias para ocupar cargos gubernamentales.

### Financiamiento y apoyo
El Centro de Mujeres de Jerusalén recibe ayuda internacional. Desde el principio, uno de los colaboradores más destacados de la organización fue la Unión Europea, que también apoyó a Bat Shalom. La financiación y el apoyo internacional del JWC provocaron que otros grupos feministas de la zona expresaran la preocupación de que la organización pudiera estar demasiado institucionalizada. Aunque el JWC utiliza apoyo extranjero para financiar sus actividades, también busca apoyo internacional para lograr una plataforma que les permita hacer llegar su situación y sus preocupaciones a otros países. Para lograr esa difusión, el JWC suele intentar alinear los objetivos de la organización con los de otros gobiernos internacionales. En ocasiones, las actividades del grupo tendrán el objetivo adicional de atraer la atención de diplomáticos internacionales para crear conciencia a nivel internacional.